# Partido de Nicoya
El partido de Nicoya fue una unidad político-administrativa colonial española, que comprendió el territorio de la mayor parte de lo que hoy se conoce como la provincia de Guanacaste, Costa Rica. Originalmente fue un territorio formado por las tierras ubicadas entre el río La Flor y el lago Cocibolca al noroeste y al sur de Costa Rica (golfo de Nicoya, río Tempisque, río Salto). 
Aunque la narrativa común afirma que Guanacaste siempre fue parte de Costa Rica, durante la época colonial el territorio del antiguo partido de Nicoya –que hoy se considera parte de la provincia de Guanacaste– dependió administrativa y políticamente de la jurisdicción de Nicaragua en varias etapas: hasta 1558, entre 1786 y 1809 bajo la Intendencia de León, y durante la Diputación Provincial de Nicaragua y Costa Rica entre 1810 y 1821. Esta dependencia contrasta con versiones populares que suelen afirmar que Guanacaste nunca formó parte de Nicaragua
El partido de Nicoya surgió a partir de la alcaldía mayor de Nicoya en 1787, incorporada a la Intendencia de León, al establecerse el régimen de las Intendencias en el Reino de Guatemala. Tras la independencia de Centroamérica en 1821, perteneció a la Provincia de Nicaragua, hasta el 25 de julio de 1824 que mediante cabildo abierto, los habitantes de las poblaciones de Nicoya y Santa Cruz se anexionaron a Costa Rica, mientras que la población de Guanacaste (hoy Liberia) declinó a la anexión, pero posteriormente fue incorporado por una resolución de la República Federal de Centroamérica.

## Toponimia
La palabra (partido) designa a una entidad territorial del Imperio español con la cual se empezó a denominar a algunas subdelegaciones establecidas a partir del siglo XVIII, las cuales eran administradas por un subdelegado partidario, y que antes de la reformas borbónicas eran denominadas corregimientos o provincias.
El nombre Nicoya era el nombre del monarca que reinaba en Nicoya a la llegada de los españoles en 1523 y parece provenir del náhuatl Nicúa y Necoclau. Este último parece significar "península", pues "necoc" significa "a ambos lados" y "lau" es "mar".

## Historia

### Antecedentes
Antes de la ocupación española, el territorio del partido de Nicoya formó parte del reino de Nicoya, nación indígena que ocupó la península de Nicoya, el valle del río Tempisque y gran parte de las islas y la banda oriental del golfo de Nicoya. Nicoya fue el cacicazgo más importante del Pacífico norte de Costa Rica. Tras la conquista española en 1522, Nicoya surgió como una entidad colonial supeditada, primeramente, a la Villa de Bruselas, la primera población colonial española organizada en territorio costarricense, en 1524. Luego del despoblamiento de dicha villa por el gobernador de Castilla del Oro, Pedro Arias Dávila, en 1527, Nicoya forma parte de la Provincia de Nicaragua hasta 1554, cuando se creó el Corregimiento o Alcaldía Mayor de Nicoya, el cual era dependiente directamente de la Real Audiencia de Guatemala.
A partir de 1560, el Corregimiento de Nicoya fue un lugar de paso importante de los conquistadores españoles que intentaban dominar el interior de Costa Rica. En 1576, por primera vez, una misma persona fue a la vez gobernador de Nicaragua, Costa Rica y Nicoya, Diego de Artieda Chirino y Uclés. En 1588, Nicoya fue separada del grupo, situación que se mantuvo durante cinco años, pues en 1593 las autoridades españolas decidieron agregarla a Costa Rica, hasta que en 1602, la Alcaldía de Nicoya volvió a obtener su autonomía, condición que mantuvo durante 185 años, hasta 1787, cuando fue incorporada dentro de la intendencia de León, en el llamado Reino de Guatemala.

### Creación del partido
Al establecerse en 1787 el régimen de las Intendencias en el Reino de Guatemala, algunos antiguos corregimientos como el de Nicoya sufrieron cambios sensibles. Las Intendencias establecían un reordenamiento del territorio, de esa forma, la Alcaldía quedó supeditada a la Intendencia de León, junto con las comarcas de Subtiava y Matagalpa, con lo que las tres entidades pasaron a denominarse Partidos, por lo que se nombraron Subdelegados de Intendente para gobernarlas, transformándose en una especie de gobernación menor. En 1812, la Constitución Española reorganizó el territorio del antiguo Reino de Guatemala en dos diputaciones, la Diputación Provincial de Guatemala o Provincia de Guatemala, y la Diputación Provincial de Nicaragua y Costa Rica o Provincia de Nicaragua y Costa Rica. Esta última contaba con siete diputados electos por votación popular, cuatro por Nicaragua y tres por Costa Rica y Nicoya.
En 1820, al efectuarse la división administrativa de la Provincia de Nicaragua y Costa Rica, Nicoya pasó a ser un partido a raíz de concesiones que la Corona española había dado en tiempos de la colonia a Juan de Cavallón y Juan Vázquez de Coronado, y regido por un Jefe Político Subalterno, que dependía de la Capitanía General de Guatemala o Real Audiencia de Guatemala directamente.
El ligamen del partido de Nicoya con la Intendencia de Nicaragua significaba una pérdida de la autonomía que, como corregimiento, había gozado por 185 años. Sin embargo, esta dependencia solamente era financiera (el objetivo de las Reformas borbónicas), pues en lo político, el Partido continuaba gozando de libertad en sus decisiones, sin estar supeditado a las directrices nicaragüenses. Esta autonomía política implicaba que el Partido podía tomar sus propias decisiones, entre ellas, la ratificación de la independencia del Imperio español y la de la posterior anexión a Costa Rica.

### Anexión a Costa Rica
En 1813, ante la necesidad de elegir un diputado que representara a la Provincia de Costa Rica ante las Cortes de Cádiz y debido a que la Provincia de Costa Rica no alcanzaba los 60.000 habitantes necesarios para elegir un diputado para las cortes, el gobernador de Costa Rica, Tomás de Acosta y Hurtado de Mendoza propuso a la Audiencia de Guatemala que Nicoya votara junto con Costa Rica, lo cual fue aprobado por la Junta Central, eligiéndose para el cargo a Florencio del Castillo. A partir de ese momento, Nicoya debió enviar a sus electores a Cartago, capital colonial de Costa Rica, lo que permitió el establecimiento de vínculos político electorales entre Nicoya y Costa Rica para diversas elecciones que se llevarían a cabo en España, y también para la elección de los representantes de ambas ante la Diputación Provincial de Nicaragua y Costa Rica, que regía los destinos de las tres entidades (Nicaragua, Costa Rica y Nicoya). En 1821, al darse la independencia de Centroamérica, había en León (Nicaragua) dos diputados que representaban a Costa Rica y uno a Nicoya, todos elegidos en Cartago. El 1 de diciembre de 1821, Costa Rica se separó oficialmente de la diputación provincial, de la cual Nicoya siguió formando parte hasta 1824, cuando decidió anexarse a Costa Rica.
Tras la independencia, se conformó en 1823 las Provincias Unidas de Centroamérica, que luego daría lugar a la República Federal de Centroamérica, lo cual desembocó a que en esa época se dieran varios enfrentamientos civiles en varios de los estados de la República, entre diversas facciones (realistas contra republicanos, federalistas contra provinciales, etc), de las cuales Nicaragua y Costa Rica no escaparon. Tras la Batalla de Ochomogo que puso fin a la primera guerra civil de Costa Rica, surgió un movimiento dentro de la Junta de Gobierno de Costa Rica destinado a legalizar oficialmente la unión del partido de Nicoya a Costa Rica.
En 1823, la Junta de Gobierno envió una misión diplomática a León y Granada en Nicaragua, ciudades que se encontraban enfrentadas por el control del país, en las cuales se firmaron acuerdos donde se aprobaba la posible incorporación del partido a Costa Rica. Tras la firma de estos acuerdos, el gobierno costarricense efectuó una serie de acciones encaminadas para llevar a cabo dicha incorporación. El 3 de marzo de 1824, el gobierno del Estado de Costa Rica propuso oficialmente a Nicoya la incorporación voluntaria al país. El 4 de julio, la situación se discutió en Nicoya, pero la anexión fue rechazada porque los vecinos opinaron que el Partido sería considerado como disidente por parte de Nicaragua.
El 25 de julio de 1824, siendo Juan Mora Fernández jefe de Estado de Costa Rica, se llevó a cabo un segundo plebiscito en la ciudad de Nicoya, en el cual, luego de que se deliberaron las ventajas de la unión a Costa Rica, y respaldados decididamente por la municipalidad de Santa Cruz, se decidió en cabildo abierto la anexión a Costa Rica. Tres días después, otro plebiscito similar se llevó a cabo en Santa Cruz, con el mismo resultado. La elección se dio por mayoría de votos, con un 77% de la población del Partido a favor de la incorporación, y un 23% contrario a la misma. Entre las causas para esta decisión, el documento de la anexión menciona:
1. Ventajas derivadas del libre comercio con Puntarenas.
2. Participación inmediata y recíproca de los beneficios y adelantos que se palpan en Costa Rica.
3. Estado de indigencia en que se hallan los pueblos del Partido.
4. Pronto remedio a la escasez del numerario en que se encuentran.
5. Beneficios económicos por el establecimiento de tercenas de tabaco en los pueblos, que podría establecer Costa Rica, cuyos fondos servirían para cualquier necesidad o en caso de perturbación del orden.
6. Creación de fondos para la administración pública, de los que con Nicaragua carecían.
7. Habría una pronta administración de la justicia.
8. El progreso se afirmaría en todos los ramos.
9. Habría seguridad y quietud con el nuevo régimen político, cosa que con Nicaragua no ocurría por hallarse al borde una guerra civil.
10. Se crearían escuelas, tan interesantes a la educación y lustre de la juventud.
11. Era de conveniencia política.
12. Había identidad de intereses entre ambas partes.
13. La propia naturaleza (se ha interpretado como geografía del territorio) así lo imponía.

La anexión fue ratificada en el 18 de marzo de 1825 por una ley del Congreso de la República Federal de Centroamérica, la cual dispuso también que quedase agregada a Costa Rica la población de Guanacaste, hoy Liberia, que en la que se abogaba por continuar unida a Nicaragua debido a la existencia de gran cantidad de hacendados en el istmo de Rivas con propiedades en la zona de Guanacaste. El decreto federal del año 1825 dio sentido unitario a los sucesos del Partido, al no tomar en cuenta la oposición del Guanacaste y resolver su incorporación a Costa Rica.

### Eventos posteriores

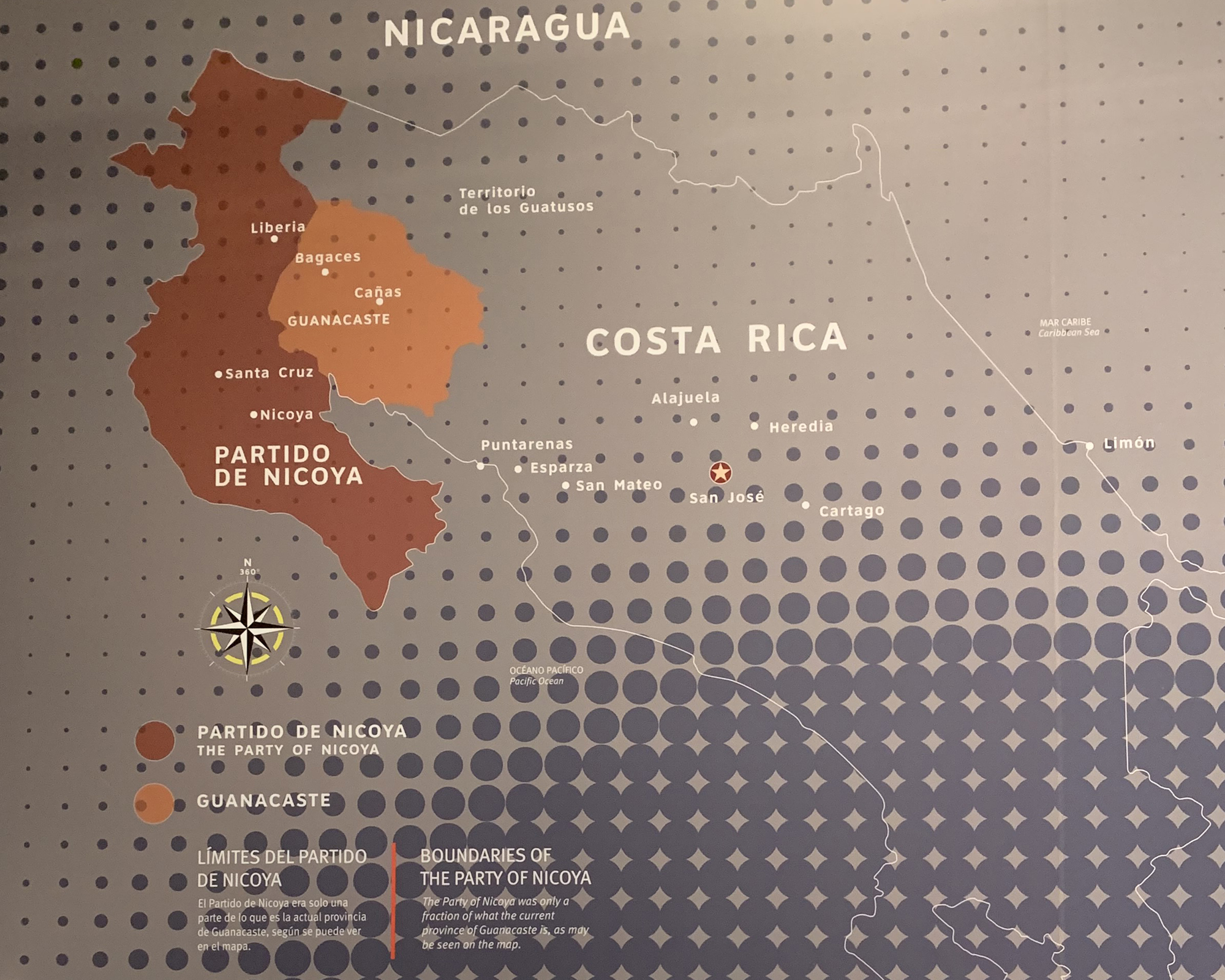
Mapa del partido de Nicoya y Guanacaste antes de la anexión a Costa Rica (1824).

A partir de 1835, el partido de Nicoya pasó a llamarse Departamento de Guanacaste cuando el gobierno del Estado de Costa Rica reorganizó administrativamente el país en tres departamentos: Oriental, Occidental y Guanacaste. El Departamento abarcó, además del antiguo territorio del partido, las tierras del Valle de Bagaces y Las Cañas, que habían pertenecido durante la época colonial a la antigua Provincia de Costa Rica. En 1841, Braulio Carrillo Colina volvió a reorganizar al país en cinco departamentos: San José, Alajuela, Cartago, Heredia y Guanacaste. A partir de 1848, con la declaración de Costa Rica como una república por parte de José María Castro Madriz, los departamentos pasaron a convertirse en provincias, con lo que nació la provincia de Guanacaste.
La anexión del partido de Nicoya a Costa Rica fue un acto que solamente logró consolidarse luego de una década. Para entender este proceso, es necesario comprender que en esa época, las distintas nacionalidades de los estados que conformaban la República Federal de Centroamérica no existían: en Centroamérica no había lealtades nacionales pues no había Estados nacionales, por lo que el sentimiento de patriotismo era un concepto extraño aún para el año de la finalización de la existencia de la República Federal en 1838.
Luego de la ratificación de la anexión por parte del Congreso de la República Federal, el gobierno costarricense pidió a los jefes políticos locales que se garantizara la ejecución de la orden federal en Nicoya. En 1826, se solicitó por parte del gobierno costarricense que se jurase lealtad a la Constitución del país, que había sido redactada en 1825, antes de que la República Federal ratificase la anexión, por lo que no mencionaba al Partido, lo que causó dificultades para lograr la unanimidad entre las municipalidades del partido: mientras desde un inicio Santa Cruz era la municipalidad que se pronunciaba más vehementemente a favor de la anexión, las autoridades municipales de la villa de Guanacaste juraron lealtad hasta 1826, pero dejando constancia de que no tenían libertad de escoger lo contrario ante la orden del Congreso Federal. Además, en ese año se levantó una sospecha generalizada de que el Congreso Federal derogaría la anexión, lo que hizo que los nicoyanos retrasaran un día la juramentación «dado que si el decreto [de anexión] resulta derogado, como probablemente se cree, se hace ridículo un acto tan sagrado», y que el gobierno de Costa Rica prohibiese la venta de terrenos en Nicoya.
Fue hasta 1834 cuando la totalidad de las municipalidades del Partido lograron la aceptación de su incorporación al Estado de Costa Rica. En diciembre de ese año, las autoridades municipales que ejercían el poder económico y político en la villa de Guanacaste, la más reticente a la anexión, solicitaron al Congreso de la República Federal de Centroamérica que ésta fuese ratificada, decisión que fue apoyada por la municipalidad de Nicoya en enero de 1835. El cambio de decisión de las autoridades municipales de Guanacaste ha sido atribuido a distintas razones según los historiadores de ambos países: los nicaragüenses opinan que el hecho fue motivado por el uso de la violencia por parte del gobierno costarricense, mientras que los costarricenses opinan que se debió a que las autoridades políticas y militares del Partido temían que la permanente guerra civil entre leoneses y granadinos por el control del poder en Nicaragua terminara extendiéndose hasta el Partido, mientras que Costa Rica les ofrecía una condición más ventajosa y estable en lo político y económico, pues solamente había experimentado la corta guerra civil de 1823. En 1838, las tres municipalidades (Santa Cruz, Nicoya y Guanacaste) confirmaron su decisión de permanecer anexadas a Costa Rica.
La anexión del partido de Nicoya a Costa Rica también generó problemas limítrofes con Nicaragua, que en cierta forma, continúan presentes aún el siglo XXI. Uno de los reclamos más importantes que se dieron en los años posteriores a la incorporación, es que la ley de la República Federal expresaba que la anexión era «provisional hasta que se hiciera la demarcación de los estados», es decir, hasta que se definieran las fronteras entre Costa Rica y Nicaragua, lo que no se dio sino hasta 1858 con la firma del Tratado Cañas-Jerez. A pesar del carácter provisional del decreto aludido, las vicisitudes del sistema federal y los propios problemas internos de Nicaragua, se encargaron de darle cierto carácter estable. Nicaragua realizó varios intentos de tener dentro de su jurisdicción territorial a Guanacaste, en 1836, 1847 y 1854, hasta que la firma del Tratado Cañas-Jerez en 1858, que definió la frontera entre ambos países, le dio fundamento de estabilidad jurisdiccional a Costa Rica sobre la provincia. La región se integró completamente a Costa Rica en 1860, con la designación de la villa de Guanacaste, bajo el nuevo nombre de Liberia, como cabecera de Guanacaste.